# Megapsyrassa linsleyi
Megapsyrassa linsleyi là một loài bọ cánh cứng trong họ Cerambycidae.